# Jan Meefout
Johannes Petrus Wilhelmus (Jan) Meefout (Amsterdam, 29 december 1915 – aldaar, 16 april 1993) was een Nederlandse beeldhouwer.

## Leven en werk
Meefout kreeg zijn opleiding aan de Kunstnijverheidsschool Quellinus, de Nieuwe Kunstschool en bij Jan Bronner en Frits van Hall aan de Rijksacademie van Beeldende Kunsten in Amsterdam. Hij woonde en was gedurende zijn gehele leven voornamelijk werkzaam in Amsterdam, waar hij docent houtbewerking was aan de lerarenopleiding en docent beeldhouwkunst aan de Academie voor Beeldende Vorming. Hij was gehuwd met de uit Berlijn afkomstige beeldhouwster (Alwine Bertha) Irmgard Stahl (1911-2001). Meefout was onder andere lid van Arti et Amicitiae, de Beroepsvereniging van Beeldende Kunstenaars BBK, het Nederlands Kunstenaars Genootschap en de Nederlandse Kring van Beeldhouwers NKVB.
Meefout werkte het liefst met de materialen hout en steen, zijn favoriete onderwerp was de vrouw, vooral zijn eigen vrouw Irmgard. Hij wordt gezien als de beeldhouwer bij uitstek van de sensuele vrouwenfiguur, met ronde, mollige vormen van de enigszins gedrongen lichamen. De beelden neigen licht naar de abstractie, maar hij heeft de figuratie nooit verlaten. Meefout stond erom bekend dat hij zijn beelden niet graag verkocht. Opdrachten, onder andere van de gemeente Amsterdam, verkreeg hij vaak via Hildo Krop met wie hij zich verwant voelde. Bekende creaties van hem zijn: Rustende Vrouw, dat hij eerst kleiner had uitgevoerd in Belgisch hardsteen; Olifant, de bronzen fontein in de Amsterdamse Sloterplas en Venus, dat deel uitmaakt van de Meefout-collectie van Museum Beelden aan Zee in Den Haag. Meefout heeft ook het doopvont gemaakt voor de Meinardskerk in het Friese Minnertsga.
Enkele maanden voor zijn overlijden maakte documentairemaker Ben Mathon nog een documentaire over Jan Meefout voor de Japanse publieke omroep NHK. Deze documentaire werd in 1993 al in High Definition opgenomen en was daarmee de eerste Nederlandse HDTV-productie die ook in dit format werd uitgezonden in Japan.

## Werken (selectie)
- Het Gezin (1953), tot 1960 in een plantsoentje op de hoek Sweerds de Landasstraat/Zijpendaalsweg in Arnhem, thans in de entree van de VMBO-school 't Venster in Arnhem.
- Gezin en Echtpaar (1955), aan Brug 604 over de Burgemeester Cramergracht in Amsterdam
- Water, aarde, lucht (1958), reliëf IJsbaanpad bij Schinkel in Amsterdam
- Ridderfiguren (1961), Louis Naarstigstraat in Amsterdam[1]
- Vogels & Vissen (1961), Burgemeester Eliasstraat in Amsterdam[1]
- Olifant (1965), beeld in het Sloterparkbad, Amsterdam
- Drie vrouwen (1966), Willem Arntszkade in Utrecht (oorspronkelijk Marco Pololaan bij het GGD kantoor, na tijdelijke opname in het gemeentelijk depot opgenomen in de beeldenroute voor verweesde beelden aan de Willem Arntszkade [2][3])
- Rustende of liggende Vrouw (1967), Kastelenstraat in Amsterdam
- Ineengedoken figuur (1972), Leo Brouwersplein in Utrecht
- De omhelzing (1975), Waterlandplein in Amsterdam
- Zonder titel (minnekozend paar) (1987), Equatorplein in Utrecht

## Fotogalerij

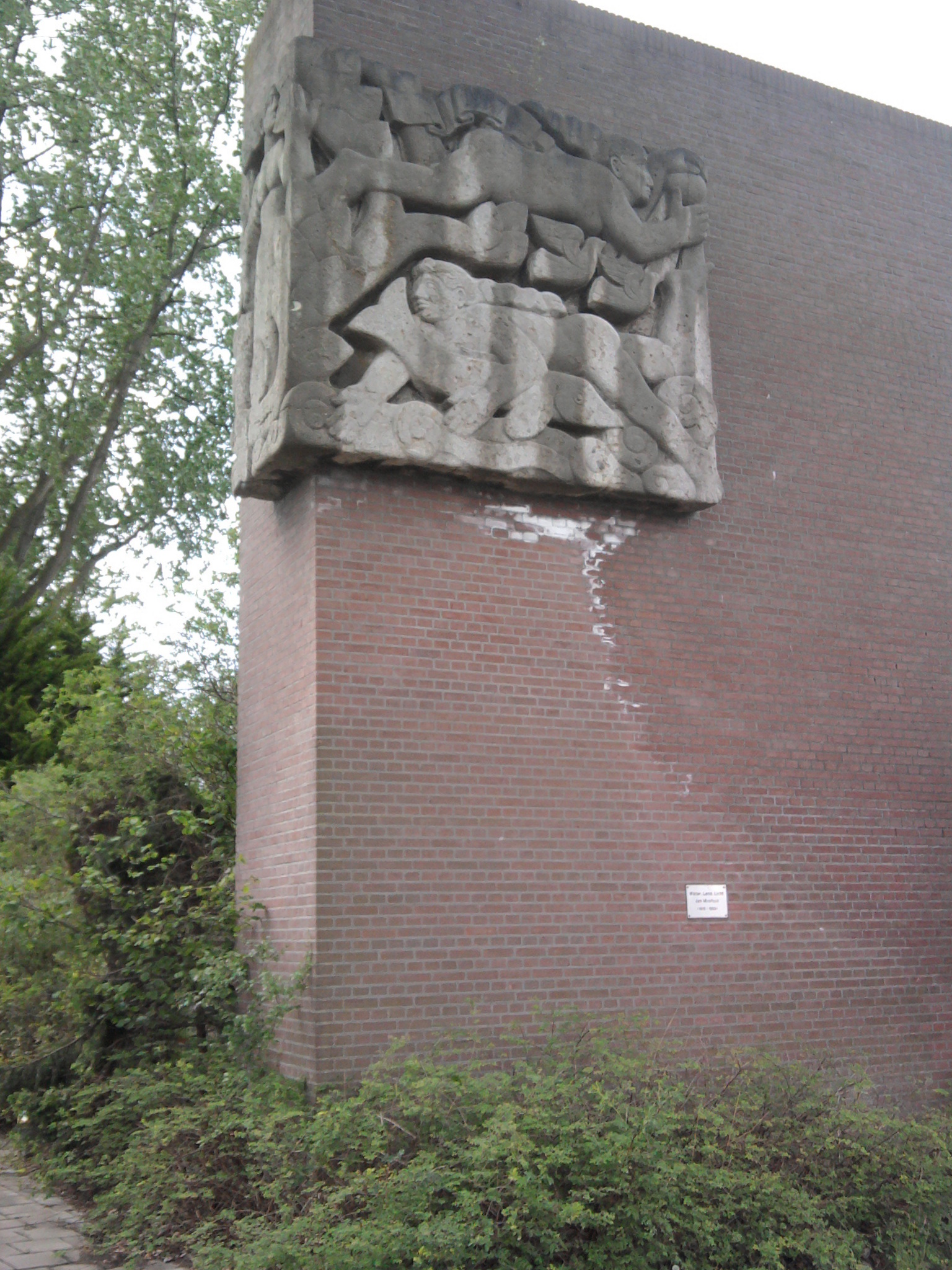
Water Land Lucht (1958), Amsterdam
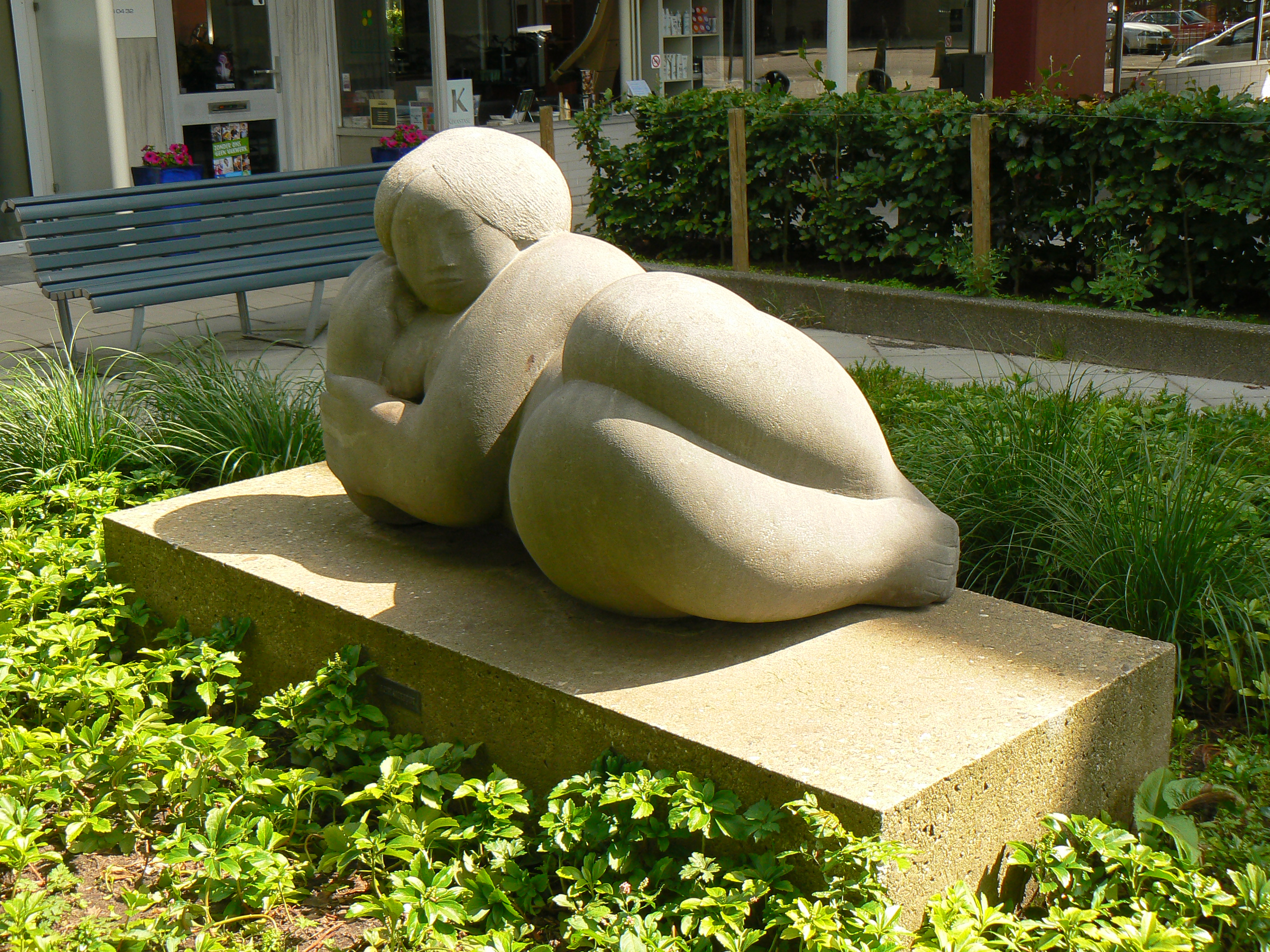
Liggende vrouw (1967), Amsterdam
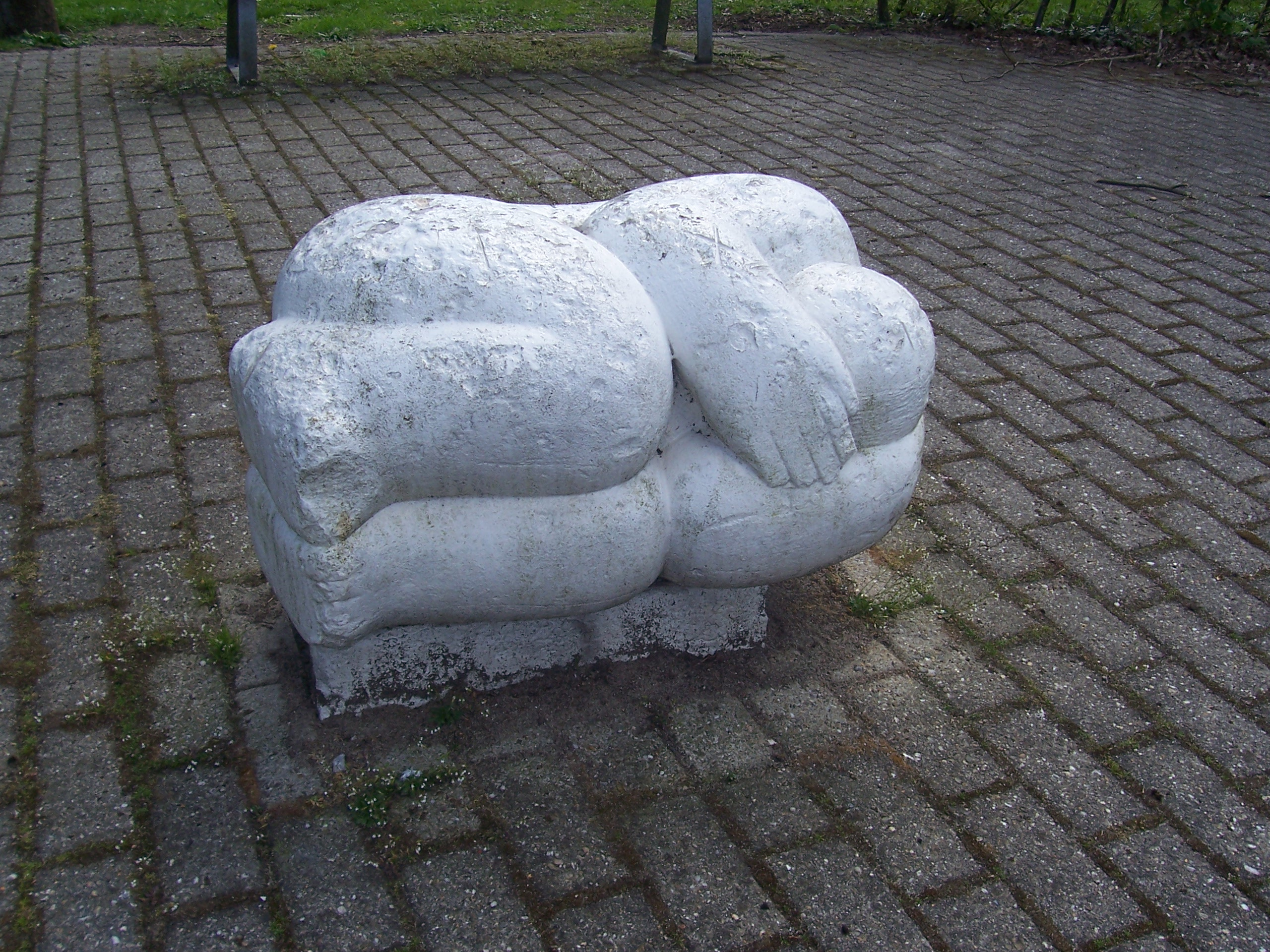
De Ontmoeting (1976), Kantershof, Bijlmermeer